# Carlo Alfredo Mussinelli
Carlo Alfredo Mussinelli (La Spezia, 16 dicembre 1871 – La Spezia, 13 settembre 1955) è stato un compositore italiano.

## Biografia
Carlo Alfredo Mussinelli nacque a La Spezia il 16 dicembre 1871, da Giacomo Mussinelli, di origini bergamasche, e Marina Faggioni, spezzina. 

All'età di tre anni, in seguito ad una forte febbre morbillare, perse la vista e all'età di sei anni fu mandato, per sua stessa volontà, all'Istituto Ciechi di Milano, dove manifestò presto notevoli doti musicali. Nella stessa città studiò pianoforte e composizione sotto la guida del M° Saladino, ottenendo il diploma in entrambe le discipline.
Tornato a La Spezia, tramite il cugino materno Alberto Faggioni, poeta dialettale, entrò in contatto col barone Luigi d'Isengard iunior, in passato garibaldino e bersagliere, ma che in seguito era divenuto sacerdote. D'Isengard era un personaggio di spicco della vita culturale spezzina: fu poeta, drammaturgo ed insegnante (fondò la Scuola Normale Femminile di La Spezia, che sarebbe poi divenuta l'Istituto Magistrale). Presso la sua abitazione si radunava un folto gruppo di intellettuali locali, tra i quali lo stesso Mussinelli, che fu presto preso a ben volere dal religioso.
A quel periodo risalgono diverse composizioni su testi di autori soprattutto locali, tra cui gli stessi d'Isengard e Faggioni. Tra le composizioni giovanili si ricorda La Solfara, opera di ambientazione Siciliana a tema risorgimentale su libretto di Ugo Fleres e composta nel 1893, il cui numero Padre Nostro per voce solista e coro divenne celebre soprattutto come pagina musicale a sé stante. Degna di nota anche Che bèla note ciàa, su versi dialettali di Alberto Faggioni, del 1897, incisa poi nel 1935 su disco Odeon dal celebre baritono spezzino Emilio Bione, accompagnato al pianoforte da Mussinelli stesso.
Nel 1901, tramite Luigi d'Isengard, di spiccate tendenze pascoliane, ottenne di musicare l'unico libretto di Giovanni Pascoli: Il Sogno di Rosetta, testo nettamente distaccato dalla tradizione dei libretti drammatici per la quasi totale mancanza di azione, che fu al tempo vista come un aspetto problematico per la resa musicale e scenica e che portò Mussinelli ad escogitare una serie di espedienti musicali che imprimessero un certo dinamismo alla rappresentazione.
Il poemetto fu rappresentato per la prima volta con grande successo il 14 agosto 1901 al Teatro dei Differenti di Barga, sotto la direzione del M° Francesco Dupouy, con grande apprezzamento da parte dello stesso Pascoli, che alla fine della rappresentazione dedicò al giovane compositore un piccolo componimento in prosa, definendolo "giovane aedo", per analogia al cantore cieco dei testi omerici. 

Alle tre rappresentazioni di Barga seguirono quelle di Lucca nel mese di Settembre al Teatro del Giglio, della Spezia nel marzo 1902  al Politeama Duca di Genova e di Pisa, riportando sempre un ottimo successo di pubblico e critica.
Nel 1955, anno della sua morte, la città della Spezia insignì della medaglia d'oro il "cieco veggente", com'ebbe a definirlo il Pascoli.
| Controllo di autorità | VIAF (EN) 305927740 · ISNI (EN) 0000 0004 2478 4030 · GND (DE) 1046074156 |